# Pachythone pasicles
Pachythone pasicles is een vlindersoort uit de familie van de prachtvlinders (Riodinidae), onderfamilie Riodininae.
Pachythone pasicles werd in 1873 beschreven door Hewitson.